# Bałdy

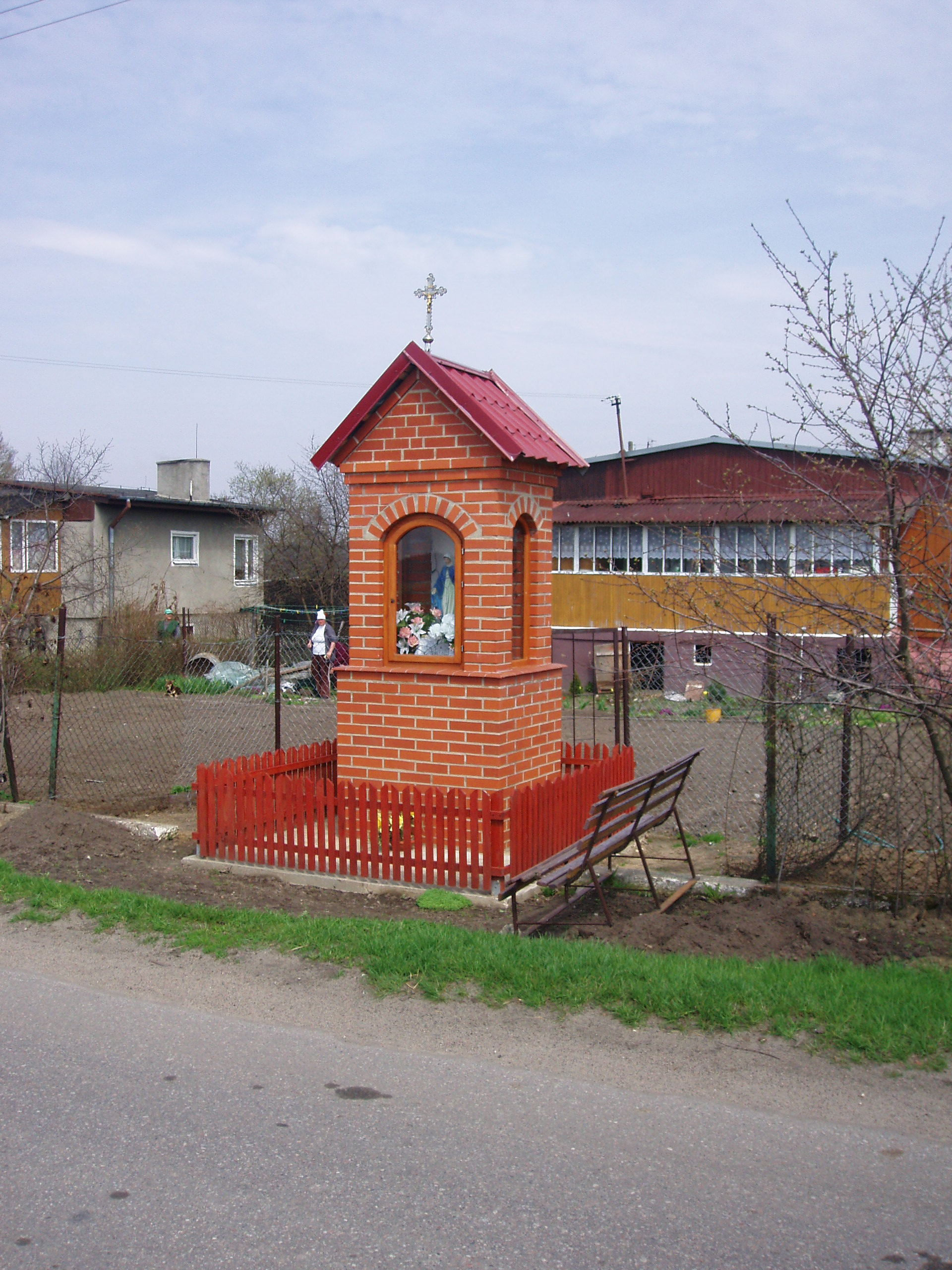
Kapliczka w Bałdach

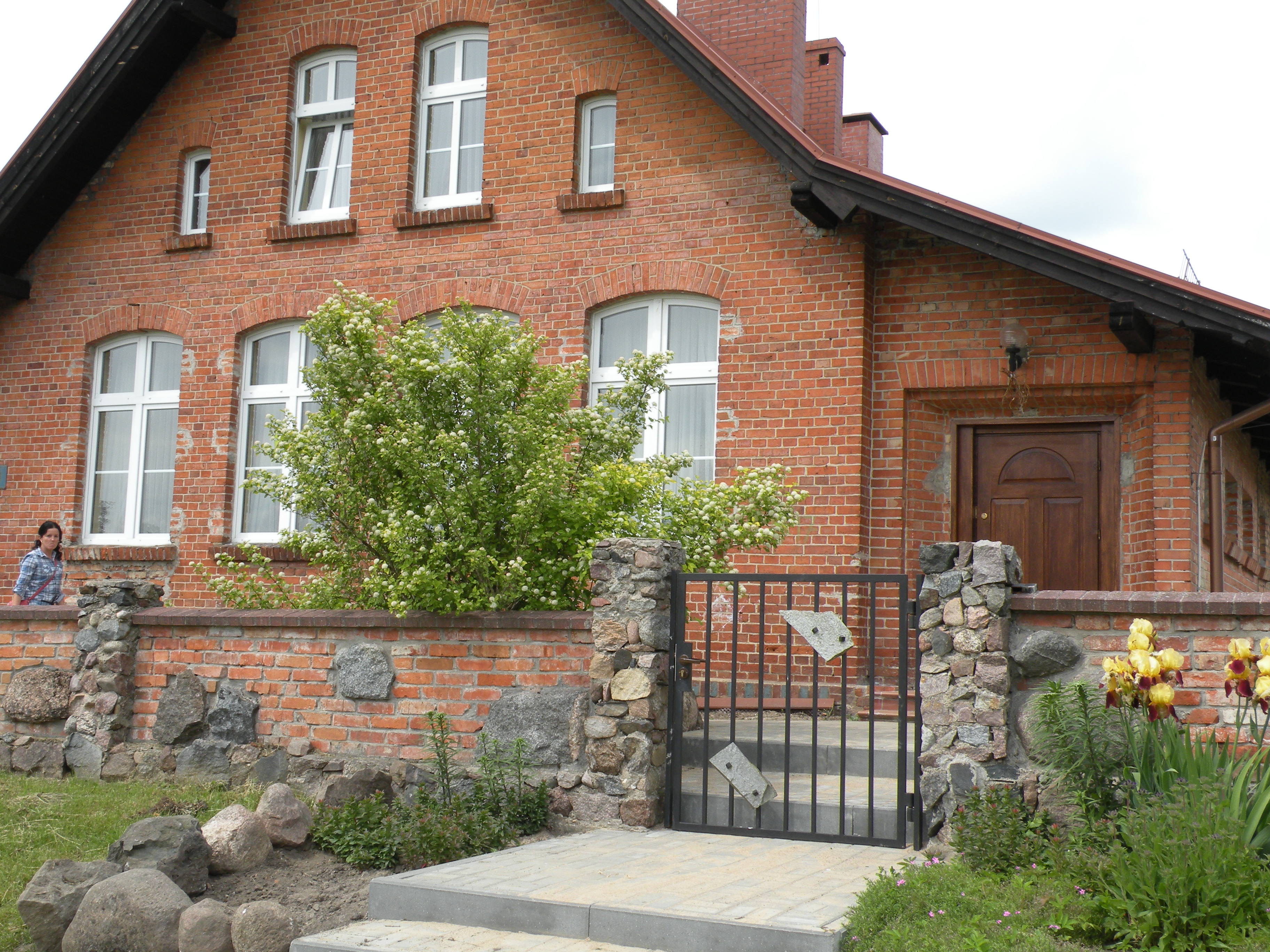
Dawny budynek szkoły, obecnie dom wczasowy UWM

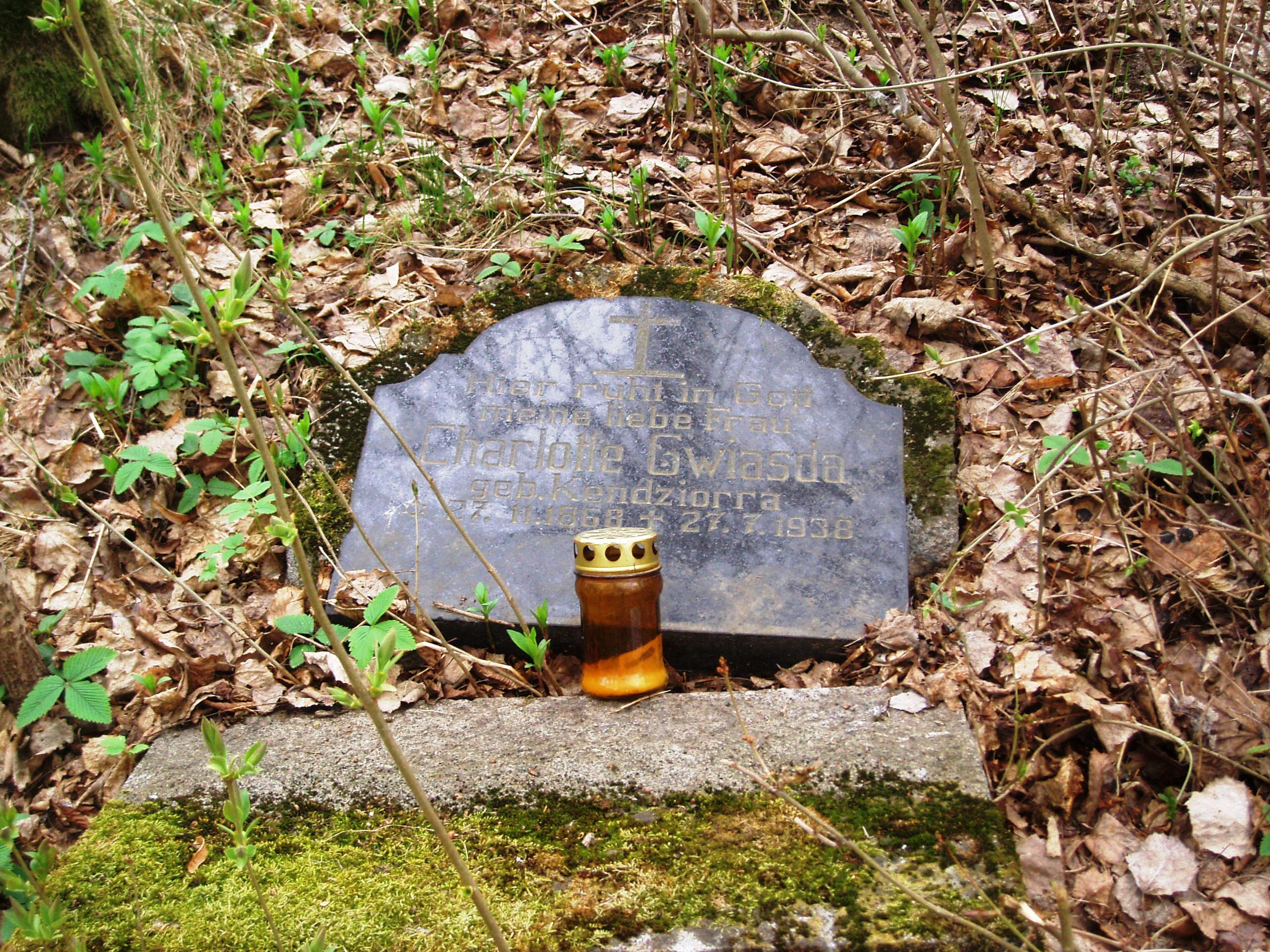
Stary cmentarz rodzinny

Bałdy (dawniej niem. Balden) – osada w Polsce położona w województwie warmińsko-mazurskim, w powiecie olsztyńskim, w gminie Purda. W latach 1975–1998 miejscowość administracyjnie należała do województwa olsztyńskiego.
Nazwa wsi może wywodzić się od imienia Prusa - 'Baudie' (zobacz też Budwity).
Dawny majątek, później PGR, od 1975 wchodziły w skład RZD Pozorty, obecnie stacja badawcza Uniwersytetu Warmińsko-Mazurskiego w Olsztynie. Na granicy wsi leży stary, zniszczony cmentarz rodzinny (nazwiska: Gwiasda, Kendziorra). Uwagę zwraca także piękna aleja starych lip. W 2006 aleja została odnowiona i nadano jej nazwę Aleja Biskupów. Znajduje się tu także ścieżka przyrodnicza Nadleśnictwa Jedwabno, ośrodek jazdy konnej UWM.
W Bałdach odbywa się cykliczna impreza Warmiński Kiermas Tradycji, Dialogu, Zabawy, w każdą pierwszą sobotę lipca oraz święto myśliwych Hubertus (jesienią).

## Historia
W 1418 r. wielki mistrz Michał Kuchmeister nadał majątek ziemski, liczący 60 łanów rycerzowi Hartmanowi, z obowiązkiem jednej służby konnej w zbroi. W XVII wieku majątek należał do warmińskiej rodziny von Drauschwitz, natomiast w latach 1782-1785 był we władaniu rodziny von Shraden. W tym czasie do majątku należała smolarnia w Bałdzkim Piecu (pozyskiwanie smoły i węgla drzewnego) oraz młyn wodny, przy którym w 1820 r. stała młynarzówka, zamieszkana przez 6 osób. Na przełomie XVIII i XIX w. majątek przeszedł w ręce rodziny von Helden. W 1820 r. Bałdy, jako majątek szlachecki i folwark, liczyły wtedy 21 domów i 131 mieszkańców. W 1838 r. majątek ziemski w Bałdach obejmował ponad 700 ha i należał do rodziny Lavergue-Pequilhen. W 1889 r. był w posiadaniu rodziny von Quednau i obejmował 1151 ha (w tym aż 518 ha lasów) razem z folwarkiem Zaskwierki (401 ha, obecnie znajduje się na terenie gminy Gietrzwałd). W czasie prac letnich zatrudniano robotników najemnych z terenów dawnej Polski z Mazowsza.
W 1905 r. właścicielem majątku szlacheckiego Bałdy, liczącego 750 ha, był Ryszard Palmowski. W folwarku Bałdy hodowano w tym czasie 54 konie, 126 sztuk bydła, 377 sztuk owiec oraz 44 sztuki trzody chlewnej. W folwarku była także gorzelnia i młyn wodny. W 1919 r. Palmowski sprzedał posiadłość skarbowi państwa, który oddawał go odtąd w dzierżawę. W dokumentach z lat 1922-1925 w Bałdach wymienia się tartak, kuźnię i gorzelnię. Dzierżawcami byli kolejno Paul Rachau i Carl Wollowski. W 1928 r. we wsi była szkoła. W 1935 r. w Bałdach mieszkało 112 osób (katolicy, parafia w Butryny). Po 1945 majątek upaństwowiono i utworzono PGR. W 1954 r. Bałdy włączono do powiatu olsztyńskiego. Nieruchomości zostały przekazane Akademii Rolniczo-Technicznej w Olsztynie obecnie Uniwersytet Warmińsko-Mazurski w Olsztynie. Mieści się tu stacja dydaktyczno-badawcza.

## Trakt biskupi na Warmię
Od czasów biskupa warmińskiego Stanisława Hozjusza, aż do czasów ostatniego polskiego biskupa Warmii przed zaborami – Ignacego Krasickiego, powitanie nowego biskupa wjeżdżającego uroczyście do swej diecezji odbywało się w Bałdach, leżących jeszcze po stronie mazurskiej, o kilkaset zaledwie metrów od granic Warmii (zobacz Łajs). Na spotkanie biskupa i jego orszaku udawała się delegacja kapituły warmińskiej.
W Bałdach składano biskupom pierwszy hołd i witano ich uroczyście w imieniu kapituły warmińskiej. Następnie nowego biskupa witał kapłan z Butryn wraz ze swymi parafianami. Powitaniom towarzyszyły śpiewy, muzyka, niesiono chorągwie. Następnie uroczysty orszak kierował się wprost do kościoła w Butrynach. W tej wsi ustawiano ozdobną, specjalnie na ten cel wybudowaną drewnianą bramę, mającą symbolizować "wrota Warmii", przez które pasterz wkraczał do swego dominium. Na bramie umieszczano herby: Warmii, kapituły warmińskiej i biskupa. Oddawano salwy ze specjalnie sprowadzonych na tę uroczystość armat. Nowego biskupa witali tam przedstawiciele stanów dominium warmińskiego – mieszczanie ze wszystkich trzynastu miast Warmii, szlachta odświętnie ubrana, konno i z obnażonymi szablami, wreszcie wolni pruscy i chłopstwo. Następnie przedstawiciel kapituły, zwykle biskup pomocniczy Biskupa I. Krasickiego witał Karol von Zehmen, któremu towarzyszył kanonik Józef Benedykt Mathy. Biskup pomocniczy wygłaszał po łacinie uroczystą mowę powitalną, zgodnie ze wszystkimi prawidłami antycznej sztuki retorycznej. Nowy biskup również odwzajemniał się łacińską mową dziękując za uroczyste powitanie. Kolejnym punktem uroczystości ingresu biskupa była celebrowana przezeń msza w butryńskim kościele. Po nabożeństwie cały orszak i zaproszeni goście udawali się na Przykopskie Pole, gdzie stały przygotowane, wygodne i obszerne namioty. Tu odbywała się już mniej oficjalna część uroczystości – uczta powitalna. Następnego dnia orszak biskupi kierował się w stronę Lidzbarka Warmińskiego przez Purdę i dwa biskupie miasta – Barczewo i Jeziorany.
Podobna uroczystość odbywała się również przed samym Lidzbarkiem Warmińskim – rycerze na koniach wyjeżdżali na powitanie biskupa do wsi Medyny. Towarzyszył im także zastęp pieszy, a naprzeciw medyńskiego cmentarza oczekiwali biskupa rajcy miejscy i duchowieństwo. Nowy biskup odwiedzał także kościół, następnie po mszy jechał już bezpośrednio do swej nowej stolicy.
Uroczystości ingresu biskupa musiały być niezwykle huczne, skoro Walenty Barczewski, pisząc swe "Kiermasy na Warmii" w latach 80. XIX wieku podał, że mieszkańcy Butryn, Przykopu, czy Bałd wiele tu sobie jeszcze opowiadają o hojności i dobroci tych panów, jako też o wspaniałości i grzeczności ich orszaków.
Tym samym traktem – "warszawskim", którym przyjeżdżali biskupi, odbywał się także szmugiel broni dla powstańców walczących w powstaniu styczniowym.

### Aleja Biskupów
W 2006 powstał projekt stworzenia z dawnego historycznego traktu atrakcji turystycznej. Na zachowanym odcinku traktu, o długości ok. 1200 metrów, obsadzonym przez stare lipy, wykonano prace porządkowe. Nadleśnictwo Jedwabno wykonało ścieżkę edukacyjną z kilkoma tablicami o tematyce przyrodniczej. Przed wjazdem na trakt postawiono bramę – symboliczne "wrota na Warmię". Obok bramy umieszczono tablice informacyjne z historią Warmii i historią traktu. Przy każdym drzewie na trakcie ustawiono tablicę poświęconą innemu biskupowi Warmii. Uroczystość otwarcia traktu z udziałem arcybiskupa Wojciecha Ziemby miała miejsce 16 września 2006.
W 2007 roku Aleję Biskupów odwiedził kardynał Józef Glemp i wraz z nuncjuszem apostolskim uroczyście odsłonił tablicę biskupa Tomasza Wilczyńskiego. Na uroczystości obecny był również senator RP i rektor Uniwersytetu Warmińsko–Mazurskiego – Ryszard Górecki.
W 2010 r. odsłonięto kolejne głazy pamiątkowe, poświęcone biskupom warmińskim: Piotrowi Tylickiemu, Henrykowi Vogelsangowi i Karolowi Hohenzollernowi. W uroczystościach uczestniczył Wielki mistrz zakonu krzyżackiego dr Bruno Platter.
W 2011 r. w czasie IV Warmińskiego Kiermasu Tradycji, Dialogu, Zabawy odsłonięto trzy kolejne głazy pamiątkowe biskupów warmińskich: Mikołaja Tungena, Łukasza Watzenrodego i Jana Stefana Wydżgę (fundatorzy tych głazów: olsztyńska Pracownia Konserwacji Zabytków Stiuk Szymon Konecko, Uniwersytet Warmińsko-Mazurski w Olsztynie oraz Edward Cyfus i historyk Izabela Lewandowska.
W 2012 r. odsłonięto pięć kolejnych głazów pamiątkowych, upamiętniające biskupów warmińskich: Marcina Kromera, Szymona Rudnickiego, Krzysztofa Jana Szembeka, Andreasa Thiela i Augusta Bludau. W inscenizacji witano biskupa Marcina Kromera, upamiętniając w ten sposób pięćsetną rocznicę jego urodzin.
W 2013 r., 6 lipca odbył się szósty Warmiński Kiermas Tradycji, Dialogu i Zabawy, którego elementem była inscenizacja wjazdu biskupa Piotra Tylickiego na Warmię, zorganizowana w Alei Biskupów. Rolę biskupa Tylickiego odegrał aktor Teatru im. Stefana Jaracza w Olsztynie Marian Czarkowski.

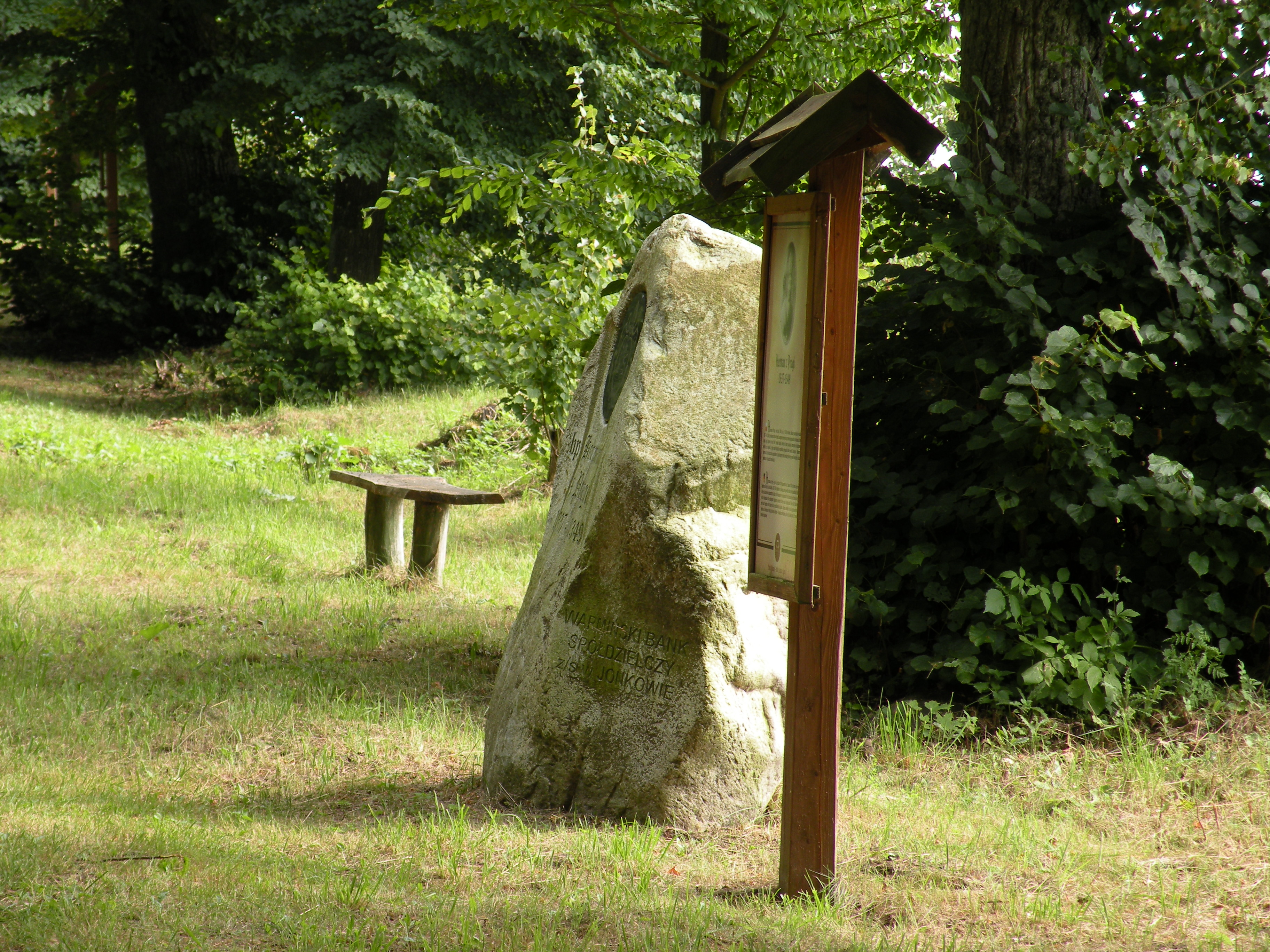
Aleja Biskupów w Bałdach, stan w 2013 roku

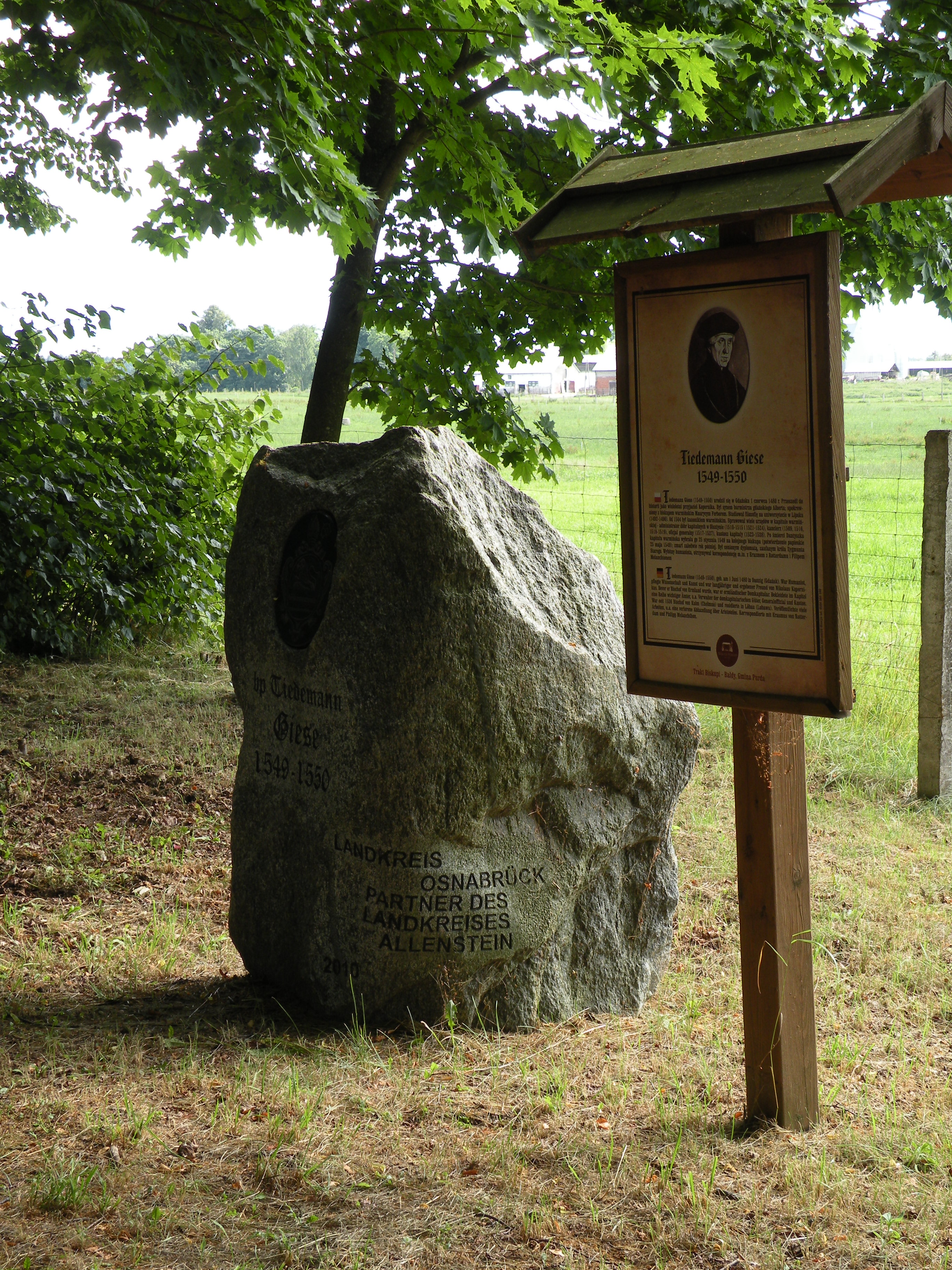
Aleja Biskupów w Bałdach, stan w 2013 roku